# Leioproctus ignicolor
Leioproctus ignicolor är en biart som beskrevs av Maynard 1992. Leioproctus ignicolor ingår i släktet Leioproctus och familjen korttungebin. Inga underarter finns listade i Catalogue of Life.